# Дипломатические представительства и консульские учреждения Туркменистана

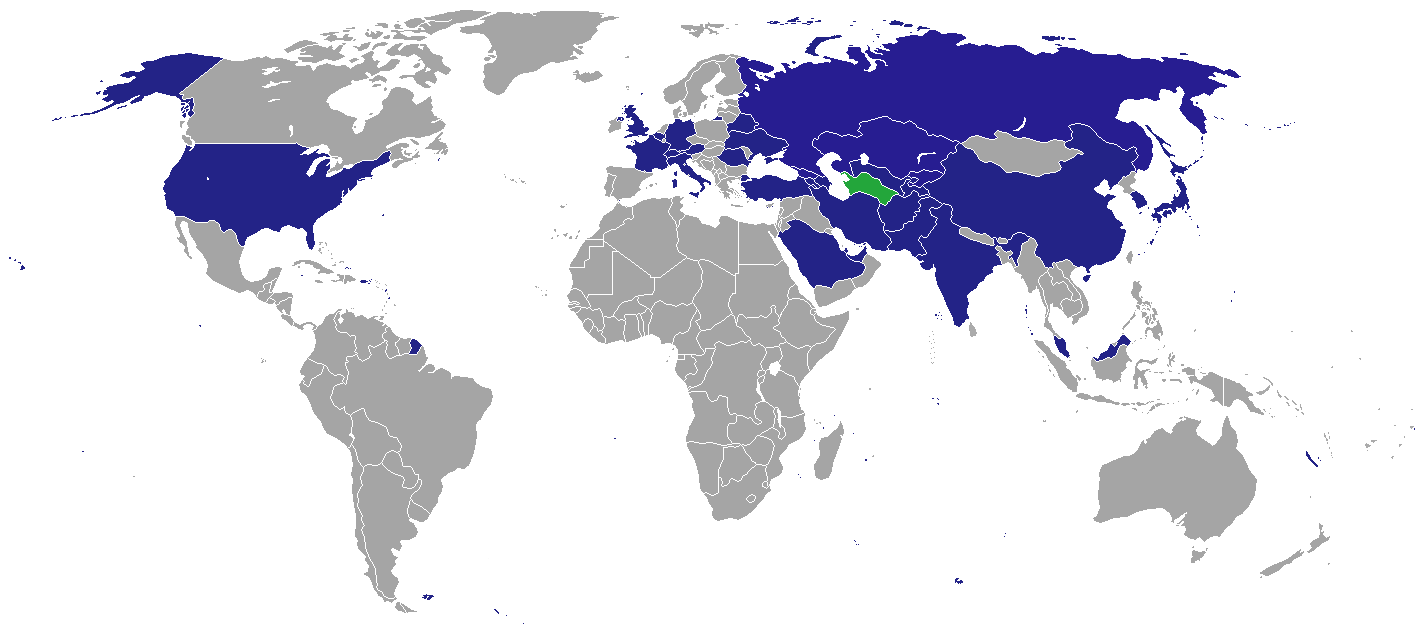
Государства, заключившие дипломатические миссии с Туркменистаном
Туркменистан
Посольство

Список дипломатических миссий Туркменистана — наибольшее количество дипломатических представительств Туркменистана расположено в странах Азии и Европы, и в первую очередь в странах СНГ. За рубежом действуют 30 дипломатических представительств и консульств Туркменистана.
В списке представлены посольства, дипломатические представительства и консульские учреждения Туркменистана.

## Посольства
| Страна            | Город        | Тип        | Руководитель                            | Фото | Официальный сайт                                                                 |
| ----------------- | ------------ | ---------- | --------------------------------------- | ---- | -------------------------------------------------------------------------------- |
| Австрия           | Вена         | Посольство | Нурбердиев, Силапберди Ашыргелдиевич    |      | http://austria.tmembassy.gov.tm                                                  |
| Афганистан        | Кабул        | Посольство | Овезов, Ходжа Сапаргелдыевич            |      | http://afghanistan.tmembassy.gov.tm                                              |
| Армения           | Ереван       | Посольство | Аязов, Мухамметгелди Нурбердиевич       |      | http://armenia.tmembassy.gov.tm                                                  |
| Азербайджан       | Баку         | Посольство | Ишангулыев, Мекан Аннамухаммедович      |      |                                                                                  |
| Беларусь          | Минск        | Посольство | Шагулыев, Назаргулы                     |      | http://belarus.tmembassy.gov.tm                                                  |
| Бельгия           | Брюссель     | Посольство | Атаев, Чары Какамурадович               |      | http://belgium.tmembassy.gov.tm                                                  |
| Великобритания    | Лондон       | Посольство | Серяев, Язмырат Нурниязович             |      | http://uk.tmembassy.gov.tm                                                       |
| Германия          | Берлин       | Посольство | Атаев, Тойлы Аманмухаммедович           |      | http://germany.tmembassy.gov.tm                                                  |
| Грузия            | Тбилиси      | Посольство | Муратов, Довлетмырат Джораевич          |      | http://georgia.tmembassy.gov.tm                                                  |
| Китай             | Пекин        | Посольство | Дурдыев, Парахат                        |      | http://china.tmembassy.gov.tm                                                    |
| Индия             | Нью-Дели     | Посольство | Гелдыназаров, Шалар                     |      | http://india.tmembassy.gov.tm                                                    |
| Иран              | Тегеран      | Посольство | Гурбанов, Ахмет Какабаевич              |      | http://iran.tmembassy.gov.tm                                                     |
| Казахстан         | Астана       | Посольство | Комеков, Тойли Бабаевич                 |      | http://kazakhstan.tmembassy.gov.tm                                               |
| Кыргызстан        | Бишкек       | Посольство | Мередов, Шадурды                        |      | http://kyrgyzstan.tmembassy.gov.tm                                               |
| Малайзия          | Куала-Лумпур | Посольство | Машалов, Мухамметныяз                   |      | http://malaysia.tmembassy.gov.tm                                                 |
| Пакистан          | Исламабад    | Посольство | Мовламов, Атаджан Нурлыевич             |      | http://pakistan.tmembassy.gov.tm                                                 |
| Россия            | Москва       | Посольство | Ниязлиев, Батыр                         |      | http://russia.tmembassy.gov.tm Архивная копия от 14 июля 2017 на Wayback Machine |
| Румыния           | Бухарест     | Посольство | Аннаев, Аннамаммет Акмаммедович         |      | http://romania.tmembassy.gov.tm                                                  |
| ОАЭ               | Абу-Даби     | Посольство | Гараджаев, Сердармаммет Сапармаммедович |      | http://uae.tmembassy.gov.tm                                                      |
| Саудовская Аравия | Эр-Рияд      | Посольство | Чарыев, Оразмухаммет                    |      | http://saudi.tmembassy.gov.tm                                                    |
| США               | Вашингтон    | Посольство | Оразов, Мерет Байрамович                |      | http://usa.tmembassy.gov.tm                                                      |
| Таджикистан       | Душанбе      | Посольство | Тогалаков, Хемра Аманмаммедович         |      | http://tajikistan.tmembassy.gov.tm                                               |
| Турция            | Анкара       | Посольство | Аманлиев, Ишанкули                      |      | http://turkey.tmembassy.gov.tm                                                   |
| Узбекистан        | Ташкент      | Посольство | Маммедов, Язкули                        |      | http://uzbekistan.tmembassy.gov.tm                                               |
| Украина           | Киев         | Посольство | Аманмырадов, Нурберди Аманмурадович     |      | http://ukraine.tmembassy.gov.tm                                                  |
| Франция           | Париж        | Посольство | Джумаев, Шохрат Дурдыгулыевич           |      | http://france.tmembassy.gov.tm                                                   |
| Швейцария         | Женева       | Посольство | Халджанов, Атагелди                     |      | http://switzerland.tmembassy.gov.tm                                              |
| Республика Корея  | Сеул         | Посольство | Мамметалыев, Мырат                      |      | http://korea.tmembassy.gov.tm                                                    |
| Япония            | Токио        | Посольство | Эльясов, Гурбанмамет                    |      | http://japan.tmembassy.gov.tm                                                    |

## Постоянные миссии
| Организация                        | Город    | Тип                          | Руководитель                 |
| ---------------------------------- | -------- | ---------------------------- | ---------------------------- |
| ОБСЕ                               | Вена     | Постоянное представительство | Нурбердиев, Силапберди       |
| ООН                                | Нью-Йорк | Постоянное представительство | Атаева, Аксолтан Тореевна    |
| Отделение ООН в Вене               | Вена     | Постоянное представительство | Нурбердиев, Силапберди       |
| Отделение ООН в Женеве             | Женева   | Постоянное представительство | Айдогдыев, Эсен Мухаммедович |
| Содружество Независимых Государств | Минск    | Постоянное представительство | Гундогдыев, Ата              |
| ЮНЕСКО                             | Париж    | Постоянное представительство | Ниязов, Чары Гелдиевич       |

## Консульства

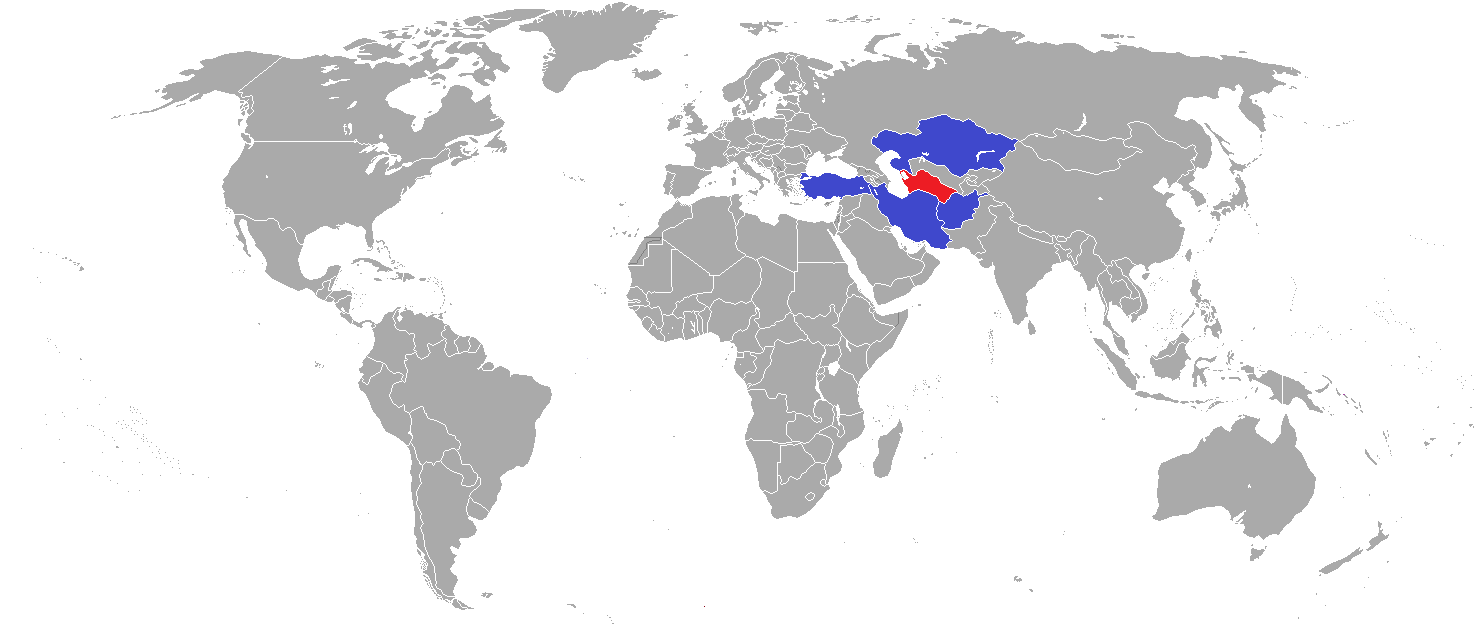
Консульства

| Страна     | Город              | Тип                     | Руководитель                          | Должность |
| ---------- | ------------------ | ----------------------- | ------------------------------------- | --------- |
| Германия   | Франкфурт-на-Майне | Консульство             | Аннабаев, Оразмухамет Аманмухамедович | Консул    |
| Афганистан | Герат              | Консульство             | Гочмырадов, Аймырат Байраммырадович   | Консул    |
| Афганистан | Мазари-Шариф       | Консульство             | Кабаев, Базарбай Аразметович          | Консул    |
| Иран       | Мешхед             | Генеральное консульство | Гайыпов, Ильяс Акмухаммедович         | Консул    |
| Турция     | Стамбул            | Генеральное консульство | Сейтмаммедов, Муратгелди Баллыевич    | Консул    |
| Россия     | Астрахань          | Консульство             | Байрамов, Атадурды Халдурдыевич       | Консул    |
| Казахстан  | Актау              | Консульство             | Овезов, Мухамметнур Мухамметбердыевич | Консул    |

## Международные организации
- Брюссель (постоянное представительство при ЕС)
- Женева (постоянное представительство при ООН)
- Минск (постоянное представительство при СНГ)
- Нью-Йорк (постоянное представительство при ООН)
- Париж (постоянное представительство при ЮНЕСКО)
- Вена (постоянное представительство при ООН)